# Кљештина
Кљештина (слч. Klieština) насељено је мјесто са административним статусом сеоске општине (слч. obec) у округу Повашка Бистрица, у Тренчинском крају, Словачка Република.

## Становништво
| Година:    | 1994. | 2004.   | 2014.   | 2024.   |
| ---------- | ----- | ------- | ------- | ------- |
| Број људи: | 389   | 372     | 349     | 332     |
| Разлика:   |       | -4,37 % | -6,18 % | -4,87 % |

| Година:    | 2023. | 2024.   |
| ---------- | ----- | ------- |
| Број људи: | 336   | 332     |
| Разлика:   |       | -1,19 % |

Према подацима о броју становника из 2024. године насеље је имало 332 становника.